# 今井貞則
今井 貞則（いまい さだのり、生没年不詳）は江戸時代前期の肥前唐津藩士、後に薩摩藩士。通称は仲兵衛。父は今井貞旧。
祖は尾張国寺沢氏の庶流で、父の貞旧は唐津藩主となった一族の寺沢広高に家老として3,000石で仕え、またその姉婿であったと『本藩人物誌』にはある。しかし、或るとき貞旧が広高に諫言したところ勘気を被り、貞旧は切腹を申し付けられ（牢人になったとも）、貞則も牢人となった。
薩摩藩主の島津家久はそれを聞き及び、寛永6年（1629年）貞則を薩摩国へ呼び寄せ300石で召し抱えた。その際に貞則は、既に薩摩藩に奉公していた今井兼練（今井道与の養子、仁礼頼景の次男）に遠慮して、母方の姓である佐藤を名乗った（後に今井に復姓）。寺沢広高は、貞則を誅殺するよう家久に申し入れたが、家久は聞き入れず首尾を整えて貞則を奉公できるよう取り計らった。